# Gåstjärnen (Järnboås socken, Västmanland)
Gåstjärnen är en sjö i Nora kommun i Västmanland och ingår i Norrströms huvudavrinningsområde. Sjön är 6,9 meter djup, har en yta på 0,033 kvadratkilometer och är belägen 167 meter över havet.